# كاستيليوني تورينيز
كاستيليوني تورينيز هي بلدية في مدينة تورينو التجارية الثقافية عاصمة إقليم بيدمونت في إيطاليا ، تقع على بعد حوالي 11 كيلومتر (7 ميل) شمال شرق تورينو .
يحد كاستيليوني تورينيز البلديات التالية: سيتيمو تورينيز ، وغاسينو تورينيز، وسان ماورو تورينيز، وبالديسيرو تورينيز ، وبافارولو .

## روابط خارجية
- الموقع الرسمي